# Maris-Nunatak
Der Maris-Nunatak ist ein kleiner Nunatak an der Ingrid-Christensen-Küste des ostantarktischen Prinzessin-Elisabeth-Lands. Er ragt 3 km ostnordöstlich des Whisnant-Nunatak an einer Einmündung des Rogers-Gletschers in das Amery-Schelfeis auf.
Der US-amerikanische Geograph John Hobbie Roscoe (1919–2007) kartierte ihn 1952 anhand von Luftaufnahmen der Operation Highjump (1946–1947). Er benannte ihn nach Roscoe Lewis Maris (1918–1952), der bei der Operation Highjump an den Erkundungsflügen zur Erstellung der Luftaufnahmen zwischen 14° und 164° östlicher Länge beteiligt war.